# Fachtna Fáthach
Fachtna Fáthach (le sage),fils Cas (ou Ross), fils de Rudraige mac Sithrigi, est selon les légendes médiévales et les traditions pseudo-historiques irlandaises un Ard ri Erenn.

## Règne
Fachtna Fáthach parvient au pouvoir après avoir défait le précédent Ard ri Erenn Dui Dallta Dedad, lors de la bataille d' Árd Brestine. Selon certaines traditions il devient l'amant de Ness, fille d'Eochaid Sálbuide, roi d'Ulster, et le père de son fils Conchobar Mac Nessa, le célèbre roi d'Ulster du Cycle d'Ulster . D'autres traditions attribuent la naissance du même Conchobar au druide Cathbad .
Après un règne de 16 ou de 25 ans , Fachtna Fáthach se rend en visite en Ulster, ce que met à profit  Eochaid Feidlech, roi de Connacht pour lever une armée et marcher sur sa capitale Tara. Avec l'appui des hommes d'Ulster, Fachtna le provoque au combat. Eochu accepte et désigne comme champ de bataille  Leitir Ruad  dans le Corann au Connacht.
Pendant la bataille Eochaid  encercle  Fachtna et le décapite, il devient Ard ri Erenn à sa place.
Le  Lebor Gabála Érenn synchronise le règne de Fachtna avec  la Guerre civile à Rome entre  Jules César et Pompée (49 av. J.-C.) et le règne de Cléopâtre VII (51-30 av J.-C.). La chronologie de Geoffrey Keating's Foras Feasa ar Éireann lui attribue les dates de  110-94 av J.-C. et les  Annales des quatre maîtres de 159 à 143 av. J.-C..

## Source
- (en) Cet article est partiellement ou en totalité issu de l’article de Wikipédia en anglais intitulé « Fachtna Fáthach » (voir la liste des auteurs), édition du 31 mars 2012.